# Lobogeniates frontatus
Lobogeniates frontatus är en skalbaggsart som beskrevs av Ohaus 1917. Lobogeniates frontatus ingår i släktet Lobogeniates och familjen Rutelidae. Inga underarter finns listade i Catalogue of Life.